# ولسوالی قندهار
قندهار یکی از ولسوالی‌های ولایت قندهار در جنوب خاوری افغانستان است. جمعیت آن در سال ۲۰۰۶ میلادی، ۴۶۸۲۰۰ نفر اعلام شده است.
ولسوالی قندهار دارای ۲۷۹ روستا است که برخی از روستاهای مهم آن عبارتند از:
- ده خواجه
- کرز
- شیخ قلندر
- کاهکشان
- نوده
- عینک
- کوکران

این ولسوالی از نظر زراعتی حاصلخیز است و محصولات عمده آن شامل انگور، انار، زردآلو و سبزیجات می‌شود. همچنین، این ولسوالی دارای منابع معدنی مانند گاز طبیعی و نفت است.
قندهار از نظر تاریخی و فرهنگی نیز اهمیت دارد. این شهر در گذشته پایتخت افغانستان بوده و آثار تاریخی زیادی مانند آرامگاه احمدشاه درانی، مسجد جامع قندهار و منار شیر سرخ در آن قرار دارند.
ولسوالی قندهار با چالش‌های امنیتی نیز مواجه است. این منطقه در گذشته شاهد درگیری‌های زیادی بین نیروهای دولتی و طالبان بوده است. با این حال، در سال‌های اخیر، وضعیت امنیتی این ولسوالی بهبود یافته است.